# Liste von Bezeichnungen sexueller Orientierungen
Die Liste von Bezeichnungen sexueller Orientierungen beinhaltet Begriffe, die für die Beschreibung sexueller Orientierungen des Menschen gebraucht werden. Anders als die Geschlechtsidentität (Gender), welche die Identität der jeweiligen Person in den Fokus rückt (etwa als Mann, Frau, Trans-Person und so weiter), beschreibt die sexuelle Orientierung die Vorlieben einer Person bezüglich des Geschlechts beziehungsweise der Geschlechtsidentität potentieller Partner. Als optische Erkennungssymbole sind unterschiedliche Flaggen in Verwendung. Während einige davon (als sogenannte „Pride“-Flaggen) vorwiegend in der queeren Szene kursieren, kommen andere – wie beispielsweise die Regenbogenfahne – auch in breiteren Kontexten zur Anwendung.
Nicht in der Liste enthalten sind Paraphilien, siehe dazu Liste von Paraphilien.

## Glossar sexueller Orientierungen
| Sexuelle Orientierungen             | Beschreibung | Flagge/Darstellung                                             |
| ----------------------------------- | --- | -------------------------------------------------------------- |
| Heterosexualität                    | Sexuelle Anziehung eines Mannes zu Frauen oder einer Frau zu Männern. |                                                                |
| Homosexualität                      | Sexuelle Anziehung zu Personen des gleichen Geschlechts. (als Selbstbezeichnung eher selten) | Historisch für Homosexualität, heute allgemein für LGBT-Pride: |
| Schwul                              | Sexuelle Anziehung eines Mannes zu Männern. (Alternative Bezeichnung für homosexuelle Männer, als Selbstbezeichnung gebräuchlicher) | [ 3 ]                                                          |
| Lesbisch                            | Sexuelle Anziehung einer Frau zu Frauen. (Alternative Bezeichnung für homosexuelle Frauen, als Selbstbezeichnung gebräuchlicher) | [ 3 ]                                                          |
| Heteroflexibilität                  | Sexuelle Anziehung überwiegend zu Personen eines anderen Geschlechts, aber auch offen für gleichgeschlechtliche Kontakte. |                                                                |
| Homoflexibilität                    | Sexuelle Anziehung überwiegend zu Personen des gleichen Geschlechts, aber auch offen für heterosexuelle Kontakte. |                                                                |
| Bisexualität                        | Sexuelle Anziehung zu zwei Geschlechtern, in der Regel zu Frauen und Männern, oder zum Beispiel zu Frauen und nicht-binären Personen. Gelegentlich auch synonym zu Pansexualität verwendet, also Anziehung unabhängig vom Geschlecht. | [ 3 ]                                                          |
| Pansexualität                       | Sexuelle Anziehung unabhängig von Geschlecht oder Geschlechtsidentität. Mitunter synonym zu Omnisexualität verwendet, jedoch legt Pansexualität einen stärkeren Fokus auf die Bedeutungslosigkeit des Geschlechts für die sexuelle Anziehung („Geschlechtsblindheit“ der sexuellen Anziehung). | [ 3 ]                                                          |
| Omnisexualität                      | Sexuelle und emotionale Anziehung zu allen Geschlechtern, einschließlich inter- und nicht-binären Geschlechtern. Mitunter synonym zu Pansexualität verwendet, jedoch legt Omnisexualität den Fokus stärker auf die Anziehung zu allen Geschlechtern (das Geschlecht wird bei der sexuellen Anziehung also durchaus wahrgenommen). | [ 10 ]                                                         |
| Asexualität                         | Abwesenheit sexueller Anziehung gegenüber anderen Personen, kein Interesse an und kein Verlangen nach Sexualität. | [ 3 ]                                                          |
| Fiktosexualität                     | Romantische, emotionale und sexuelle Anziehung zu fiktiven Charakteren. |                                                                |
| Demisexualität                      | Sexuelle Anziehung zu Menschen entsteht nur nach tiefer, emotionaler Bindung zu jenen. | [ 12 ]                                                         |
| Gray-Asexualität / Grau-Asexualität | Sehr geringe oder selten auftretende sexuelle Anziehung. | [ 10 ]                                                         |
| Polysexualität / Trisexualität      | Sexuell Anziehung zu mehreren, aber nicht allen Geschlechtern und Geschlechtsidentitäten. Die sexuelle Anziehung kann sich zusätzlich – neben dem männlichen und weiblichen Geschlecht – auf intersexuelle und transidentitäre Menschen richten. Weiter gefasst als Bisexualität, aber enger als Pansexualität. | [ 3 ]                                                          |
| Sapiosexualität                     | Sexuelle Anziehung basierend auf Intelligenz, beziehungsweise Intellekt |                                                                |
| Gynäkophilie / Gynosexualität       | Sexuelle Anziehung zu „typisch“ weiblichen Verhaltensformen und Geschlechtsmerkmalen. Zusammen mit Androphilie eine Verallgemeinerung der Hetero- / Homosexualität, da keine Aussage über die Geschlechteridentifikation der damit bezeichneten Person gemacht wird. |                                                                |
| Androphilie / Androsexualität       | Sexuelle Anziehung zu „typisch“ männlichen Verhaltensformen und Geschlechtsmerkmalen, beziehungsweise für Personen, die dem Entwicklungsstand nach dem Ende der Pubertät entsprechen. Zusammen mit Gynäkophilie eine Verallgemeinerung der Hetero- / Homosexualität, da keine Aussage über die Geschlechteridentifikation der damit bezeichneten Person gemacht wird. |                                                                |
| Autosexualität / Solosexualität     | (Vornehmlich) allein vollzogene Sexualität, vgl. Masturbation. Masturbation wird heute zunehmend als eigene Form der Sexualität aufgefasst, unabhängig von der mit anderen Menschen praktizierten Sexualität. In der Sexualmedizin wird eine Präferenz für Masturbation als eigenständige „autosexuelle Orientierung“, ähnlich zu hetero- oder homosexueller Orientierung, diskutiert, die entweder lebenslang oder situativ auftreten kann (erstmals von Bernard Apfelbaum, 2000). |                                                                |
| Abrosexualität / sexuelle Fluidität | Sich ändernde sexuelle Orientierung. | [ 10 ]                                                         |
| Quoisexualität / „wtf-sexualität“   | Schwierigkeit, verschiedene Arten der Anziehung (wie romantischer, sexueller und platonischer Natur) zu unterscheiden. |                                                                |
| Fraysexualität                      | Sexuelle Anziehung nur zu Fremden, unbekannten Menschen bzw. zu Menschen, zu denen keine emotionale Bindung besteht. |                                                                |